# 경험재
경험재(經驗財, experience good)란 경험을 하기 전에 가치를 평가하기 어려운 재화를 말한다. 대표적으로 디지털 콘텐츠가 있다.
경험재는 품질이나 가격 등 제품의 특성을 사전에 관찰하기 어려우나 소비를 통해 그 특성을 알 수 있는 제품이나 서비스를 말한다. 이 개념은 원래 경험 상품과 검색 상품을 대조한 필립 넬슨(Philip Nelson)에 의해 만들어졌다.
경험재는 소비자가 정확한 소비 선택을 하는데 어려움이 있다. 의료와 같은 서비스 영역에서 그들은 평판을 보상하고 관성을 만든다. 경험 상품은 일반적으로 검색 상품보다 가격 탄력성이 낮다. 소비자는 관찰할 수 없는 문제나 품질 문제로 인해 가격이 낮아지는 것을 두려워하기 때문이다.